# Любительский театр
Любительский театр, также известный как самодеятельный театр, непрофессиональный театр — это театр в исполнении актеров-любителей, а также непрофессиональных певцов и танцоров. Любительские театральные коллективы могут ставить пьесы, ревю, мюзиклы, комическую оперу, пантомиму или варьете, и делать это как с целью общественной деятельности, так и с художественными целями. Постановки могут проходить на различных площадках — от открытых площадок, общественных центров или школ до независимых или крупных профессиональных театров — и могут быть простым легким развлечением или сложной драмой.
Любительский театр отличается от профессионального или общественного театра (community theatre) тем, что участникам не платят. Хотя постановки могут быть и коммерческими предприятиями — либо для финансирования дальнейших постановок в интересах сообщества, либо для благотворительности.
Актёры-любители, как правило, не являются членами профсоюзов актёров, поскольку эти организации существуют для защиты профессиональной индустрии и не поощряют своих членов работать с компаниями, которые не подписывают договоры с профсоюзами.

## Определение
Мнения о том, как определить понятие «самодеятельность» по отношению к театру, расходятся. Строго говоря, «любитель» — это любой, кто не принимает или не получает денег за свои услуги. Одна из интерпретаций этого такова: «Человеку не хватает мастерства профессионала, как в искусстве». Другой: «Человек, который занимается искусством, наукой, учёбой или спортом в качестве времяпрепровождения, а не в качестве профессии».
Актёр-любитель вряд ли станет членом профсоюза актёров, поскольку в большинстве стран профсоюзы проводят строгую политику. Например, в британском профсоюзе актёров Equity «рады приветствовать в Equity всех, кто в настоящее время профессионально работает в сфере развлечений». В США профсоюз Equity служит аналогичной цели: защитить профессиональную индустрию и её представителей.
В то время как большинство профессиональных артистов сцены развивали свои навыки и изучали свое ремесло в признанных учебных заведениях, таких как Королевская академия драматического искусства (Лондон), Джульярдская школа (Нью-Йорк) или Национальный институт драматического искусства (Сидней), любители обычно не проходят профессиональную подготовку.
Любительский театр (самодеятельный театр) можно определить как «театральные представления, в которых участвующие люди не получают оплаты, но принимают участие для собственного удовольствия». Организованные на местном уровне театральные мероприятия являются источником развлечений для сообщества и могут быть веселым и захватывающим хобби, с прочными узами дружбы, сформированными благодаря совместному участию. Многие самодеятельные театральные коллективы отвергают ярлык «любитель» и его негативную ассоциацию с «дилетантством», предпочитая называть себя «театральными студиями», «театральными кружками», «театральными группами», «драматическими обществами» или просто «игроками».
Шотландский театральный деятель и писатель Эндрю Маккиннон (англ. Andrew Mckinnon) в 2006 году заметил:
нравится нам это или нет, и каким бы ни было его первоначальное корневое значение, слово «любитель» (англ. 'amateur') теперь имеет негативное, часто уничижительное значение в современном английском употреблении, когда оно применяется к театру и искусству. В частности, в театре «дилетантство» (англ. 'amateurism') регулярно используется для обозначения запутанной и неудачной работы, низких стандартов, отсутствия подготовки и т. д.; действительно, некоторые любительские театральные компании в Великобритании, зная об этом, даже следуют американскому обозначению, ребрендируя себя как «общественные» группы (англ. 'community' groups).

## Отношения с профессиональным театром
Франсуа Селлье и Каннингем Бриджмен (англ. Cunningham Bridgeman) писали в 1914 году, что до конца 19 века к актёрам-любителям профессионалы относились с презрением. После образования любительских компаний, имеющих лицензии на исполнение Савойских опер Гилберта и Салливана, профессионалы признали, что любительские общества поддерживают культуру музыки и драмы. Любительские театры стали считаться полезными учебными школами для профессиональной сцены, а из рядов добровольцев вышло много современных фаворитов. Любители продолжают утверждать, что они выполняют общественную работу, хотя даже в 1960-х годах все ещё существовало, особенно в профессиональных кругах, глубоко укоренившееся подозрение, что любительский театр на самом деле является институтом, который существует для того, чтобы придать значение любительской драматургии как легкомысленному виду развлечения без какого-либо внимания к искусству или в качестве основы для главных ролей самых популярных и политически проницательных участников. Тем не менее, многие профессиональные актёры отточили своё мастерство на любительской сцене.
После 1988 года в Великобритании членство в профсоюзе актёров больше не является обязательным, поэтому профессиональные исполнители могут выступать с любой любительской труппой. Некоторые любительские компании нанимают профессиональных режиссёров. Эти изменения стирают различие между любительским и профессиональным театром. Любительский театр в Великобритании иногда называют «некоммерческим театром». В последнее время различие между «любителем» и «профессионалом» стало ещё более размытым, так как некоторые профессиональные театры начали поощрять участие сообщества в создании театральных постановок, используя местные любительские театры. Примером этого является тур Королевской шекспировской труппы (англ. Royal Shakespeare Company's) в 2016 году со спектаклем «Сон в летнюю ночь: Пьеса для нации»: в каждом из 14 городов, посещенных гастрольным шоу, компания набирала местных актёров любительских театров, чтобы играть роли Ника Боттома и других механиков.

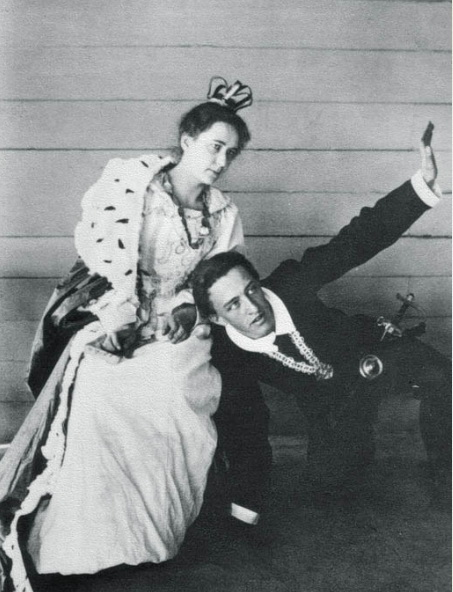
Серафима Дмитриевна Менделеева и Александр Блок в самодеятельном спектакле, 1898 год.

## Самодеятельные театры в России
В дореволюционной России любительские исполнители объединялись в кружки и общества при клубах и собраниях. Существовали и рабочие кружки, народные театры, а также театры рабочей молодежи, находившиеся под строгим контролем властей.
В СССР художественная самодеятельность активно использовалась, например, при воспитании детей в школе, приучая оценивать «наследие прошлого» с классовой точки зрения. Внимание уделялось сатире: пример спектакля 1920-х годов — «Кулак и батрак», поставленного подростками в школе, показан в фильме середины 1970-х годов «Последнее лето детства», снятом по повести Анатолия Рыбакова.
О детском самодеятельном сценическом искусстве конца 1950-х и 1960-х годов с юмором пишет писатель Виктор Драгунский в знаменитых «Денискиных рассказах», неоднократно экранизированных советским кинематографом.
Привлекались к участию в самодеятельном театре и взрослые, что также нашло отражение в литературе и кино Крылатой фразой стала цитата из кинокомедии «Берегись автомобиля», где герой Е.Евстигнеева, руководитель народного театра, с жаром говорит: «Есть мнение, что народные театры вскоре вытеснят, наконец,… театры профессиональные! И это правильно! Актёр, не получающий зарплаты, будет играть с большим вдохновением. Ведь кроме того, актёр должен где-то работать. Неправильно, если он целый день, понимаете, болтается в театре. Ведь насколько Ермолова играла бы лучше вечером, если бы она днем, понимаете, работала у шлифовального станка».
Коллективы художественной самодеятельности организовывались при различных советских учреждениях и организациях: на фабриках и заводах, в учебных заведениях, при домах культуры и клубах, в колхозах и совхозах, на транспортных предприятиях и т. д. Они существовали даже в исправительно-трудовых учреждениях.